# 颱風百合 (2013年)
颱風百合（英語：Typhoon Nari，國際編號：1325，聯合颱風警報中心：WP242013，菲律賓大氣地球物理和天文管理局：Santi）為2013年太平洋颱風季第二十三個被命名的風暴。「百合」一名由韓國提供，是百合花，一種球莖類植物，長有大的白色或彩色花瓣，是韓國夏天常見的花卉。由於百合在菲律賓造成嚴重損失，所以菲律賓大氣地球物理和天文管理局將Santi除名。

## 發展過程
2013年10月7日，一個熱帶擾動在菲律賓東部海面上生成。同日晚上，美國海軍研究實驗室給予擾動編號91W。
10月8日上午2時，日本氣象廳將其升格為低壓區。上午8時，聯合颱風警報中心對其在24小時內形成為熱帶氣旋的機會給予「LOW」的評級。下午2時，聯合颱風警報中心將發展機率升級為「MEDIUM」。下午4時，聯合颱風警報中心對其發佈熱帶氣旋形成警報。下午9時25分，日本氣象廳將其升格為熱帶低氣壓，並對其發出海上烈風警報。
10月9日上午5时，聯合颱風警報中心將其升格為熱帶低氣壓，並給予編號24W。下午9時5分，日本氣象廳將其升格為熱帶風暴，並命名為百合。下午11時，聯合颱風警報中心將其升格為熱帶風暴。
10月10日下午2時45分，日本氣象廳將其升格為強烈熱帶風暴。下午5時，聯合颱風警報中心將其升格為一級颱風。
10月11日上午3時45分，日本氣象廳將其升格為颱風。上午5時，聯合颱風警報中心將其升格為二級颱風。上午11時，聯合颱風警報中心將其升格為三級颱風。下午10時37分，百合在菲律賓奧羅拉省丁阿蘭沿海登陸。
10月12日上午5時，聯合颱風警報中心將其降格為二級颱風。下午5時，聯合颱風警報中心將其降格為一級颱風。下午11時，聯合颱風警報中心將其升格為二級颱風。
10月14日下午5時，聯合颱風警報中心將其降格為一級颱風。
10月15日上午7時，百合在越南廣南省三岐市沿海再度登陸。上午9時10分，日本氣象廳將其降格為熱帶風暴。上午11時，聯合颱風警報中心發出最後警報。下午9時10分，日本氣象廳將其降格為熱帶低氣壓。
10月16日下午8時，日本氣象廳將其降格為低壓區。

## 影響

### 菲律賓
當地最高熱帶氣旋警告信號：三號風暴信號
10月8日下午11時，菲律賓大氣地球物理和天文管理局將已進入責任範圍的低壓區升格為熱帶低氣壓，並發佈第一報熱帶氣旋資訊，命名為Santi。
10月9日下午11時，菲律賓氣象部門發出一號風暴信號。
10月10日下午11時，菲律賓氣象部門發出二號風暴信號。
10月11日上午5時，菲律賓氣象部門發出三號風暴信號。下午10時37分，百合在奧羅拉省丁阿蘭沿海登陸。
10月12日上午11時，菲律賓氣象部門解除三號風暴信號及二號風暴信號，並於下午11時解除一號風暴信號。
10月13日上午11時，百合離開菲律賓氣象部門責任範圍，發佈最後一報熱帶氣旋資訊。

### 中国大陆
當地最高熱帶氣旋警告信號： 颱風橙色預警信號
10月11日下午6時，中央氣象台發佈颱風藍色預警信號。
10月12日上午6時，中央氣象台改發颱風黃色預警信號。下午6時，中央氣象台改發颱風橙色預警信號。
10月15日上午6時，中央氣象台改發颱風黃色預警信號。上午10時，中央氣象台解除所有颱風預警信號。

#### 海南
全省最高颱風預警信號： 颱風紅色預警信號
10月12日下午9時6分，海南省氣象台發佈颱風黃色預警信號。
10月13日上午6時45分，海南省氣象台改發颱風橙色預警信號。下午8時2分，海南省氣象台改發颱風紅色預警信號。

### 越南
10月15日上午7時，百合在廣南省三岐市沿海登陸。

### 
10月16日下午2時（當地時間），一架寮國航空公司的ATR-72型客機，載有44名乘客及5名機員，由首都萬象飛往南部地區占巴塞省巴色，下午四時許，客機準備降落時，在距離機場8公里的地方，遭到強風吹襲，跌落機場附近的湄公河，機上49人全部罹難。當局指客機著陸前天氣惡劣。有民航官員指，因百合帶來的大雨，使得天氣狀況極度惡劣，造成寮國航空301號班機空難。

## 熱帶氣旋信號使用記錄

### 菲律賓
| 菲律賓大氣地球物理和天文管理局 風暴信號 | 菲律賓大氣地球物理和天文管理局 風暴信號 | 菲律賓大氣地球物理和天文管理局 風暴信號 |
| --------------------------------------- | --------------------------------------- | --------------------------------------- |
| 上一熱帶氣旋                            | 一號風暴信號                            | 下一熱帶氣旋                            |
| 颱風天兔                                | 一號風暴信號                            | 颱風羅莎                                |
| 颱風天兔                                | 二號風暴信號                            | 颱風羅莎                                |
| 颱風天兔                                | 三號風暴信號                            | 颱風羅莎                                |

### 中国大陆
| 中國國家氣象中心 颱風預警信號 | 中國國家氣象中心 颱風預警信號 | 中國國家氣象中心 颱風預警信號 |
| ----------------------------- | ----------------------------- | ----------------------------- |
| 上一熱帶氣旋                  | 颱風藍色預警信號              | 下一熱帶氣旋                  |
| 超強颱風丹娜絲                | 颱風藍色預警信號              | 強颱風羅莎                    |
| 超強颱風丹娜絲                | 颱風黃色預警信號              | 強颱風羅莎                    |
| 強颱風菲特                    | 颱風橙色預警信號              | 超強颱風海燕                  |

## 外部連結
- （日語）http://www.jma.go.jp/ （页面存档备份，存于） 日本氣象廳首頁
- （英文）http://www.usno.navy.mil/JTWC/ （页面存档备份，存于） 聯合颱風警報中心首頁
- （简体中文）https://web.archive.org/web/20120928121548/http://www.nmc.gov.cn/ 中央氣象台首頁
- （繁體中文）http://www.cwb.gov.tw/ （页面存档备份，存于） 中央氣象局首頁
- （繁體中文）http://www.hko.gov.hk/ （页面存档备份，存于） 香港天文台首頁
- （繁體中文）http://www.smg.gov.mo/ （页面存档备份，存于） 澳門地球物理暨氣象局首頁